# 超级马力欧兄弟2
《超级马力欧兄弟 2》（台灣俗稱“金牌瑪利”，香港俗稱“孖寶兄弟2”）是任天堂为其電腦遊樂器系統FC磁碟機开发、发行的平台游戏，于1986年6月在日本首发，是《超级马力欧兄弟》的正統续作。

## 玩法
《超級瑪利歐兄弟2》的背景與初代《超级马力欧兄弟》相同：邪惡的烏龜王酷霸王抢走了桃花公主，并關在他的城堡中。马力欧及他的弟弟路易吉必须穿梭在蘑菇王国中，战胜库巴的手下并救出公主。游戏使用和前作相同的遊戲引擎，视觉风格相若。與初代不同的是，《超級瑪利歐兄弟2》沒有雙人模式，取而代之的是可以分別用瑪利歐或他的弟弟路易吉遊玩游戏。遊戲難度大大增加，也新增了許多道具如毒蘑菇（宮本茂認為初代太簡單而新增的陷阱）等，甚至出現會讓玩家從3-1回到1-1、從8-1回到5-1的逆跳關畫面。除此之外，瑪利歐與路易吉的能力也不同，與瑪利歐相比，路易吉能跳得比較高，但是急煞的時間比較長。

### 跳關
- 1-2可跳關至2-1、3-1或4-1，跳關區域不同。
- 3-1有倒退回1-1的跳關區域，如果進入可從跳關區域左下角的洞自殺或等遊戲時間結束自殺，但也有人回到1-1然後不斷重複以累積生命數。
- 第4世界沒有跳關區域，必須完整攻克4-1~4-4之後才能進入到第5世界。
- 5-1可跳關至6-1。
- 5-2可跳關至7-1或8-1，跳關區域不同。
- 8-1有倒退回5-1的跳關區域，如果進入只能倒關或等遊戲時間結束自爆。

### 隱藏世界
遊戲剛開始共有8世界32關，但是滿足特定條件可以開啟隱藏世界與關卡。
FDS版中，如果不使用Warp Zone（跳關區域）通關8-4，遊戲會開啟「第九世界」，一樣有四關，生命變為一條，通關9-4後回到9-1無限循環；無論通過何種方法通關8-4，遊戲會累計通關次數並顯示於標題畫面。累計8次後，遊戲還會再開啟A、B、C、D四個世界共16關，在標題畫面按下Start+A鍵進入A-1，玩家有三條生命。如果不使用Warp Zone通關D-4，遊戲亦會進入9-1，生命變為一條，通關後回到9-1無限循環。這些要素使得要完全通關此遊戲十分困難。
SFC版中，如果不使用Warp Zone通關8-4，遊戲會進入9-1，生命不變，通關9-4後進入A-1；如果使用Warp Zone通關8-4，通關後直接進入A-1。通關D-4後遊戲會回到標題畫面。SFC版不累計通關次數。
隱藏世界中，A-2可跳關至B-1，A-3可跳關至C-1，B-4可跳關至D-1。

## 制作
1985年，《超级马力欧兄弟》游戏在日本及美國大獲成功，也使任天堂想要繼續製作系列續作。這個重責大任再度的落到了宮本茂（初代《超級瑪利歐兄弟》的製作者）的頭上。宮本茂認為當時的FC遊戲普遍偏易，並且他得知了初代的水下256關Bug，故他想要打造一個為專業玩家設計的遊戲，旨在挑战精通初代《超级马力欧兄弟》的玩家，但由於他仍然主導開發FC磁碟機的新遊戲《薩爾達傳說》，因此《超級瑪利歐兄弟》續作開發是由前作的助理總監手塚卓志首次主導。然而宮本茂亦有在空餘時間來參與修改續作的關卡設計。
1986年《超級瑪利歐兄弟2》在日本發行後，任天堂原先计划接著在北美市場推出。在遊戲發行前，任天堂北美分部的負責人試玩了一下遊戲，發現遊戲太過困難，認為遊戲不適合在剛復甦的北美遊戲市場推出，再加上北美的NES玩家均为未成年人，因而放棄發行遊戲，並回報給日本任天堂總部，要求總部開發一個更簡單的版本。任天堂迫於時間已經來不及重新再開發一個完整的遊戲，最後使用了一個只在日本本土發行過，任天堂本部和富士電視台合作開發的FC磁碟機遊戲《夢工厂悸动恐慌》，這個遊戲本來就是任天堂開發第四部負責，由宮本茂的門生，當時剛進入任天堂不久的新人田邊賢輔主導開發，兩者的風格本就十分近似。任天堂本部將四名角色改為瑪利歐、路易吉、碧姬公主及奇諾比奧，將相關的道具替換成超級瑪利歐兄弟的物品，並簡單修改了部分關卡後交給美國分社推出，也就是美版《超級瑪利歐兄弟2》（後來在日本紅白機推出的《超級瑪利歐USA》，因為《夢工厂悸动恐慌》角色著作權屬於富士電視台而無法重新推出），這也是為什麼美版與日版的《超級瑪利歐兄弟2》風格不同的原因（事實上根本是不同的遊戲）。後於1993年，任天堂在發行超级任天堂遊戲，記念紅白機10周年的《超级马力欧收藏辑》時，使將日版《超級瑪利歐兄弟2》以《超級瑪利歐兄弟：失落的關卡》（英語：Super Mario Bros.: The Lost Levels）的名義推出。直到現在，任天堂仍用此名稱稱呼在美國發行的日版《超級瑪利歐兄弟2》。

## 重新发行
本游戏於1993年在《超级马力欧收藏辑》（英文版稱為《超级马力欧全明星》）中的游戏第一次在北美SNES发行，清理了日版《超级马力欧兄弟2》的部分内容，并且在《超級瑪利歐收藏輯》中以“失去的关卡”（The Lost Levels）出現。在2004年，於GBA上重發「失去的關卡」，收錄在紅白機20周年紀念Famicom Mini第三彈FC磁碟機系列，以GBA卡匣形式發行。
在北美與歐洲的軟體販售平台上，任天堂在兩個地區的Virtual Console網路商店中上架了最初1986年在日本推出的原始版本。「失去的關卡」在不同平台上推出，包含2007年Wii的Virtual Console版（為支援任天堂Hanabi Festival）、2012年3DS主機上的Virtual Console版、2013年Wii U主機版本以及2019年Switch主機NSO線上服務中的FC/NES遊戲內容。實體重新發行部分，本遊戲有收錄在2014年Wii U的FAMICOM REMIX 2 (日本地區) / NES Remix 2 (北美地區)，與2014年，在3DS上推出的FAMICOM REMIX BEST SELECTION （日本地區） / Ultimate NES Remix （北美地區）當中。在瑪利歐系列作品第35周年時，也就是2020年的年底，任天堂在限定版的Game & Watch: Super Mario Bros.裝置中也收錄了本遊戲「失去的關卡」遊戲軟體。

## 评价
據後來美國玩家Jon Irwin在其2014年的著作Boss Fight Books 中所說，《超級瑪利歐兄弟2》“有如登天一般的難。”16位重制版合辑《超級瑪利歐收藏輯》中副标题为「給超级玩家」（For Super Players），游戏还收录于《超级马力欧兄弟豪华版》中。在西方，游戏最早收录于16位超级任天堂重制版合辑《超級瑪利歐收藏輯》中。FC磁碟机原版游戏于2007年再版于Wii Virtual Console，2012年再版于任天堂3DS Virtual Console。如同《超级马力欧兄弟》这个FC磁碟机版在西方完全英文化，同时带有副标题。遊戲比初代難很多。